# Khan Jamal
Pour les articles homonymes, voir Jamal.
 (novembre 2018).
Khan Jamal est un vibraphoniste de jazz né le 23 juillet 1946 à Jacksonville et mort le 10 janvier 2022 à Philadelphie.
Il est considéré comme un vibraphoniste important dans l'histoire du jazz au genre multiples : jazz fusion (jazz-rock), hard bop, tendances blues.
Jamal a joué avec Joe Bonner, Billy Bang, Charles Tyler, Ronald Shannon Jackson et d'autres.

## Les débuts
Jamal commence à jouer du vibraphone au milieu des années 1960.
Dans les années 1970 il étudie au Combs College of Music et il rejoint le groupe Factor Untouchable de Sunny Murray.

## Discographie
- Drumdance to the Motherland (1972), Dogtown
- Give the Vibes Some (1974), Palm Records
- The River (1978), Philly Jazz, with Bill Lewis
- Infinity (1984), Stash 278
- Dark Warrior (1984), SteepleChase
- Three (1985), SteepleChase
- The Traveller (1985), SteepleChase
- Thinking of You (1986), Storyville
- Speak Easy (1988), Gazell
- Don't Take No (1989), Vintage Jazz
- Percussion&Strings (1997), CIMP
- Cubano Chant (2001), Jambrio 1002
- Balafon Dance (2002), CIMP
- Cool (2002), Jambrio
- Black Awareness (2005), CIMP
- Return from Exile (2005), Philly Jazz
- Fire and Water (2007), CIMP
- Impressions of Coltrane (2009), SteepleChase